# Szalatnahegy
Szalatnahegy (szlovákul: Vrchslatina) Herencsvölgy városrésze Szlovákiában, a Besztercebányai kerületben, a Gyetvai járásban.

## Fekvése
Herencsvölgy központjától 11 km-re északkeletre fekszik.

## Története
1891-ben csatolták Herencsvölgyhöz. Területe a trianoni diktátumig Zólyom vármegye Nagyszalatnai járásához tartozott.

## Külső hivatkozások
- Szalatnahegy Szlovákia térképén

## Lásd még
- Herencsvölgy
- Fehérvíz
- Felsőherencs
- Kisszalánc
- Nagyszalánc